# 采勒山
47°34′48″N 12°9′30″E / 47.58000°N 12.15833°E

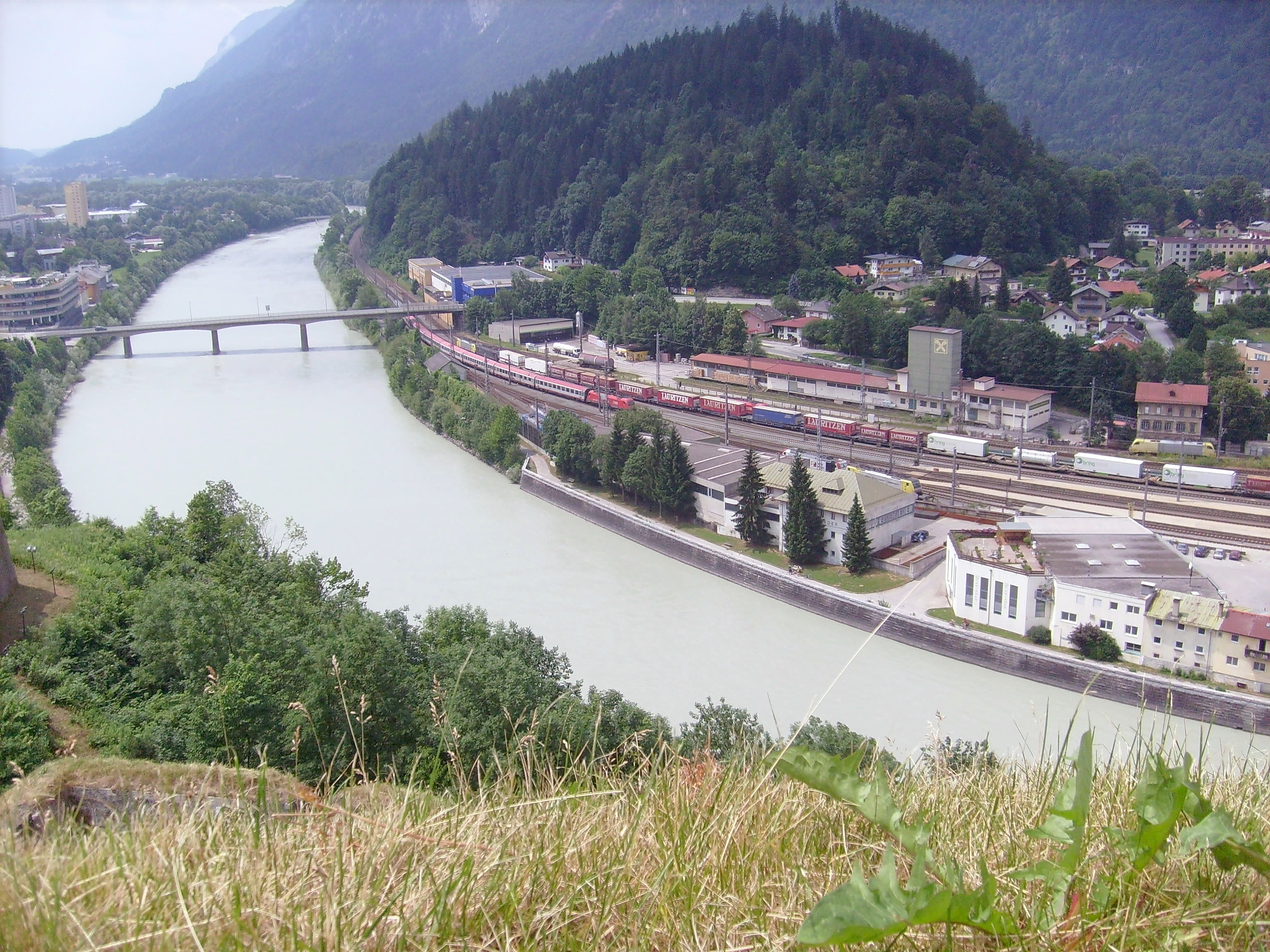

采勒山（德語：Zeller Berg），是奧地利的山峰，位於該國西部，由蒂羅爾州負責管轄，屬於阿爾卑斯山脈的一部分，距離邁施塔勒山1.1公里，海拔高度597米。